# Seh Chūb
Seh Chūb (persiska: سه چوب) är en ort i Iran.   Den ligger i provinsen Khorasan, i den nordöstra delen av landet, 700 km öster om huvudstaden Teheran. Seh Chūb ligger 1 192 meter över havet och antalet invånare är 259.
Terrängen runt Seh Chūb är lite kuperad. Runt Seh Chūb är det ganska tätbefolkat, med 56 invånare per kvadratkilometer. Närmaste större samhälle är Nīshābūr, 4,5 km sydost om Seh Chūb. Omgivningarna runt Seh Chūb är i huvudsak ett öppet busklandskap.